# مطار سعيدة
مطار سعيدة هو مطار للاستخدام العام يقع بالقرب من سعيدة بولاية سعيدة، الجزائر.

## روابط خارجية
- سجل مطار سعيدة على Landings.com
- مطاراتنا - سعيدة